# Steven Debroey
Steven Debroey (Jesseren, 20 november 1913 - Kasterlee, 15 oktober 2002) was een Vlaams schrijver en uitgever.

## Levensloop
Debroey begon zijn beroepsactiviteiten als bediende in de Dienst voor arbeidsbemiddeling en werkloosheid. In 1938 stapte hij over naar het Vlaamsch Nationaal Syndicaat. Hij begon ook te publiceren, om te beginnen met jeugdromans waarin hij de Dietse idealen en de volksverbondenheid vooropstelde.
In de jaren dertig werd hij gouwleider voor Brabant van het Algemeen Vlaamsch Nationaal Jeugdverbond (ANVJ).
Tijdens de bezetting trad hij in dienst bij het Rijksarbeidersambt, Dienst Jeugdbemiddeling. Namens zijn jeugdbeweging bevestigde hij de trouw aan het VNV. Hij kwam hier echter op terug en nam in augustus 1941 ontslag uit het ANVJ, toen de nationaalsocialistische invloed en de collaboratie de bovenhand kregen en hij zich hiertegen vergeefs had verzet. Hoewel hij verder geen politieke activiteiten uitoefende, werd hij in 1946 voor de krijgsraad gedaagd, maar vrijgesproken.
Na de oorlog werkte hij een paar jaar voor een bank. Hij stichtte toen de uitgeverij De Vroente (1950-1984), met het doel Nederlandstalige katholieke literatuur te verspreiden. Hij publiceerde onder meer werk van Walther Vanbeselaere, Frans Mertens, Albert Poels, Louis Roppe, J. H. Walgrave en Louis Janssens. Hij schreef en publiceerde ook zelf, onder meer religieuze biografieën. Zijn boeken kenden succes, met vaak (talrijke) herdrukken. Dit gold in de eerste plaats voor zijn biografieën van religieuze of politieke personaliteiten en later voor zijn Engelse publicaties over apartheid. Hij publiceerde niet alleen onder de imprint van zijn eigen uitgeverij, maar ook onder die van het Davidsfonds en van Uitgeverij Lannoo.
In 1971 richtte hij het Nationaal Comité voor Zedelijk Verweer op, ter verdediging van de traditionele katholieke waarden.

## Anti-apartheid
De grote reiziger Debroey kwam in de jaren zestig in aanraking met Afrika en werd verliefd op dit continent. Hij knoopte vertrouwelijke relaties aan met de presidenten Julius Nyerere (Tanzania) en Kenneth Kaunda (Zambia). 
In 1972 leerde hij Zuid-Afrika kennen en kreeg een onmiddellijke afkeer voor het apartheidsregime, wat hij in verschillende publicaties verwoordde.

## Publicaties
- Het Licht komt, jeugdroman, 1939.
- Volksche Trouw, jeugdroman, 1943.
- De Ontginner, Davidsfonds, 1946.
- De lord-kanselier: het leven en de marteldood van Thomas More, Lannoo, Tielt, 1951.
- Rebel uit roeping, het leven van de Ierse vrijheidsheld Patrick Pearse, Lannoo, Tielt, 1953.
- De hoekstenen: het leven van Etienne Pernet en Marie-Antoinette Fage, stichter en stichteres van de Zusterkens van Onze Lieve Vrouw Hemelvaart, Desclée de Brouwer, 1956.
- Geen ogen zonder tranen, roman, Davidsfonds, 1956.
- Wij melaatsen..., het leven van pater Damiaan, Davidsfonds, 1958; heruitgave Averbode, Altiora, 1989.
- Anne Devlin, Davidsfonds, 1961.
- Burggraaf in habijt: het leven van Emmanuel d'Alzon, stichter van de Assumptionisten, Kasterlee, De Vroente, 1962.
- Als een ceder van de Libanon : leven van Mgr. V. Scheppers, Kasterlee, De Vroente, 1964.
- Father Damien: the priest of the lepers, 1966.
- Wrakhout, roman, Kasterlee, De Vroente, 1969.
- Een zonderling advokaat. Levensschets van Raoul Follereau, De Vroente, Kasterlee, 1972.
- Nyerere, fakkeldrager in Afrika, Kasterlee, De Vroente, 1972.
- Kenneth Kaunda, grondlegger van een christelijk humanisme in Zambia, Kasterlee, De Vroente, 1975.
- Zuid-Afrika, naar de bronnen van de apartheid, 1982.
- Zuid-Afrika onder de vloek van Apartheid, 1987.
- South Africa, to the sources of Apartheid, 1989.
- South Africa under the curse of apartheid, 1990.
- Voor de laatste reis. Terugblik op een bewogen leven, Lannoo, Tielt, 1994.
- Rechtsherstel in Zuid-Afrika, 2000.